# Prezidentské volby v Maďarsku 2017
Prezidentské volby v Maďarsku 2017 s datem konání v pondělí 13. března, byly v pořadí sedmou volbou maďarské hlavy státu od roku 1990. Poprvé volil snížený počet 199 poslanců, oproti předchozím 386 zákonodárcům v letech 1990 až 2014. Vzhledem k rozložení politických sil v parlamentu byl hlavou státu ve druhém kole zvolen tehdejší prezident János Áder na druhé funkční období, které vypršelo na jaře 2022.

## Volba
Podle Základního zákona Maďarska je prezident republiky volen 199 poslanci Zemského shromáždění (Országgyűlés) tajnou volbou, kterou vyhlásí předseda parlamentu 60–30 dní před koncem mandátu dosavadního prezidenta. Zvolen může být maďarský občan, který v den volby dosáhl věku 35 let. Hlava státu je volena na 5leté funkční období s možností jednoho opětovného zvolení.

### Složení parlamentu
Tabulka zobrazuje počty poslanců jednotlivých stran v parlamentním cyklu 2014–2018.
|         | Politická strana                              | Počet zvolených poslanců (volby 2014) | Počet poslanců (10. březen 2017) | Podíl v % |
| ------- | --------------------------------------------- | ------------------------------------- | -------------------------------- | --------- |
| VLÁDA   | Fidesz – Maďarská občanská unie (Fidesz–MPSZ) | 117                                   | 114                              | 57%       |
| VLÁDA   | Křesťanskodemokratická lidová strana (KDNP)   | 16                                    | 17                               | 9%        |
| OPOZICE | Maďarská socialistická strana (MSZP)          | 29                                    | 28                               | 14%       |
| OPOZICE | Hnutí za lepší Maďarsko (Jobbik)              | 23                                    | 24                               | 12%       |
| OPOZICE | Politika může být jiná (LMP)                  | 5                                     | 5                                | 3%        |
| OPOZICE | Demokratická koalice (DK)                     | 4                                     | 4                                | 2%        |
| OPOZICE | Společně 2014 (E14)                           | 3                                     | 2                                | 1%        |
| OPOZICE | Dialog za Maďarsko (PM)                       | 1                                     | 1                                | 0%        |
| OPOZICE | Maďarská liberální strana (MLP)               | 1                                     | 1                                | 0%        |
| OPOZICE | Nezávislí poslanci (F)                        | 0                                     | 3                                | 2%        |
|         | CELKEM                                        | 199                                   | 199                              | 100%      |

## Kandidáti
| Portrét    | Jméno           | Strana    | Profese | Podporující subjekty                             | Zdroj       |
| ---------- | --------------- | --------- | --- | ------------------------------------------------ | ----------- |
| János Áder | János Áder      | Fidesz    | právník, republikový prezident (první období 2012–2017), předseda parlamentu 1998–2002.                                        | Fidesz, KDNP, různá občanská sdružení            | [ 4 ] [ 5 ] |
|            | István Hendrik  | nestraník | předseda Zemského spolku sluchově postižených a jejich přátel (NABOKE, Nagyothallók és Barátaik Országos Közhasznú Egyesület). | ?                                                | [ 7 ]       |
|            | László Majtényi | nestraník | právní teoretik, univerzitní profesor, člen Maďarské akademie věd (MTA).                                                       | DK, E14, LMP, MLP, MSZP, různá občanská sdružení | [ 8 ] [ 9 ] |

### Zrušili kandidaturu
- Zoltán Balog (Fidesz), pastor, ministr lidských zdrojů (Třetí vláda Viktora Orbána).[4]
- József Pálinkás, atomový fyzik, člen Maďarské akademie věd (MTA), ministr školství 2001–2002.[4]
- Szilveszter Elek Vizi, lékař, farmakolog, člen Maďarské akademie věd (MTA).[4]

### Vyloučili kandidaturu
- László Kövér (Fidesz), předseda parlamentu.[4]
- Viktor Orbán (Fidesz), předseda vlády.[4]

## Výsledky
Maďarským republikovým prezidentem na období 2017 až 2022 byl v pondělí 13. března 2017 odpoledne ve druhém kole zvolen János Áder. Hlasovalo pro něj 131 poslanců z vládní frakce Fidesz a KDNP. Poražený kandidát levicové opozice László Majtényi získal ve druhém kole jen 39 hlasů od poslanců z frakce MSZP a nezařazených poslanců malých levicových stran.
| Kandidát         | Strana           | I. kolo | I. kolo | II. kolo | II. kolo |
| Kandidát         | Strana           | Počet   | v %     | Počet    | v %      |
| ---------------- | ---------------- | ------- | ------- | -------- | -------- |
| János Áder       | Fidesz           | 131     | 66.0    | 131      | 66.0     |
| László Majtényi  | nestraník        | 44      | 22.0    | 39       | 20.0     |
| Neplatné hlasy   | Neplatné hlasy   | 0       | —       | 0        | —        |
| Nehlasovalo      | Nehlasovalo      | 24      | 12.0    | 29       | 14.0     |
| Celkem hlasovalo | Celkem hlasovalo | 175     | 88.0    | 170      | 85.0     |
| Celkem poslanců  | Celkem poslanců  | 199     | 100.00  | 199      | 100.00   |